# 海梅·盧辛奇
海梅·拉蒙·卢辛奇（西班牙語：Jaime Ramón Lusinchi，1924年5月27日—2014年5月21日）出生於委內瑞拉克拉里內斯，是一位委內瑞拉醫師及政治人物，屬民主行动党，1984年至1989年擔任委內瑞拉總統。
卢辛奇就讀委內瑞拉中央大學醫學院時即擔任學生運動領袖，畢業後，他一邊擔任小兒科醫師，一邊從事政治活動。1983年12月4日，盧辛奇在大選中以56%的得票率當選總統，所屬的民主行動黨亦在國會獲得絕對多數席位；1984年2月2日，盧辛奇宣誓就任委內瑞拉總統。儘管在卸任後面臨了貪腐指控，但盧辛奇在擔任總統期間很受民眾歡迎。

## 外部連結
- （西班牙語） Jaime Lusinchi — 官方傳記